# Lepidosphaeria nicotiae
Lepidosphaeria nicotiae är en svampart som beskrevs av Parg.-Leduc 1970. Lepidosphaeria nicotiae ingår i släktet Lepidosphaeria och familjen Testudinaceae.   Inga underarter finns listade i Catalogue of Life.